# Phyllergates
Phyllergates es un género de aves paseriformes perteneciente a la familia Cettiidae. Sus dos miembros anteriormente estuvieron clasificados en el género Orthotomus y en la familia Sylviidae.

## Especies
El género contiene las siguientes dos especies:
- Phyllergates cuculatus – sastrecillo montano.
- Phyllergates heterolaemus – sastrecillo encapuchado.

## Descripción
Los sastrecillos del género habitan en Asia. Tienen plumajes de colores vivos, con verde o gris en las partes superiores, y amarillo, blanco o gris en las inferiores. Ambos tienen colores rojizos en la parte superior de la cabeza.
Los sastrecillos reciben su nombre por su forma de construir el nido. Perforan los bordes de grandes hojas y las unen cosiendo con fibras vegetales o telas de araña.